# Mekar Sari Mukti
Mekar Sari Mukti is een bestuurslaag in het regentschap Seluma van de provincie Bengkulu, Indonesië. Mekar Sari Mukti telt 151 inwoners (volkstelling 2010).